# Timba
Timba fou un estat tributari protegit de l'agència de Mahi Kantha a la presidència de Bombai. Estava format per 5 pobles, amb 1.675 habitants el 1901. Els seus ingressos s'estimaven en 935 rupies el 1900, pagant un tribut de 50 rúpies al raja d'Idar.